# 蜘蛛の研究
『蜘蛛の研究』（くものけんきゅう）は日本で最初のクモ類図鑑かつクモ類の専門書である。著者は湯原清次。1931年（昭和6年）発行。

## 概説
『蜘蛛の研究』は蘭山会叢書の名の下に総合科学出版会から発行された、日本で最初のクモ類図鑑である。印刷の日付は昭和六年七月五日、発行は昭和六年七月一〇日となっており、定価は三円五〇銭であった。本文は305ページ、これに岸田久吉による跋が3ページつく。ハードカバーで、表紙は無地である。
内容はクモ類に関する基礎知識と、各種クモの図版と解説文からなる。それらは著者である湯原清次が和歌山県師範学校専攻科を卒業する際に作成した卒業論文をもとにしたものである。著者は昭和四年に師範学校を卒業、その年の11月に死去した。そのためにこれを書籍とするために友人であった久世善次、楠山正彦等の尽力で、阪口総一郎、岸田久吉の監修を受けて出版された。

## 内容
「序」は師範学校校長の有元久五郎、続いて「発行に際して」という文を坂口総一郎が、続いて「序文」を久世善次、楠山正彦が寄せている（「序」と「序文」は文語体で記されている）。
本体では冒頭に「自序」を置き、続いて第一章（p.1-12)が「蜘蛛類の動物学的位置」としてクモ類の分類学的扱いを説き、いくつかの分類体系を例示している。第二章(p.13-45)は「真正蜘蛛類の一般的研究」と題し、クモ類の外部形態から内部構造、発生から習性、最後の節では人生との関係にまで触れ、ほぼ専門書としての内容を網羅している。
第三章(p.46-300)では各論としてクモ各種の図版と解説である。線画は著者のもので、大部分は著者自身が和歌山県で採集したものであるが、一部は県内に産しないものも扱っている。また、クモ類だけでなく、ザトウムシ類も付録として5種取り上げている。
第四章(p.301-305)は「蜘蛛類の採集保存および記載上の注意」という題で、簡単ながら研究法について述べたものである。その後に岸田久吉による跋が置かれている。

## 学問的内容
上記の体裁は、動物図鑑における典型といってよく、例えば八木沼健夫の「原色日本蜘蛛類図鑑」など、ほぼ同じような構成である。
内容については、蜘蛛類全般にわたる解説、個々の科に関する説明など広範囲にわたって充実しており、八木沼は「23-4歳でこれだけの仕事」をした例はまずないと評価している。各科についてはその特徴を列記し、コガネグモ科では亜科への検索表をつけて同定の助けとなるようにしている。解説されている科は24にのぼり、中には日本に産しない科についての解説のみ記された項もある。
個々の種に関しては、岸田久吉の同定によるもので、当時としては最高の水準といってよい。図版と共に取り上げられている種は154種ほど、ただし未同定のまま～の1種と記されたものも含まれる。1種について複数の図を載せた例もある。ただしほとんど全部が背面図であり、生殖器の部分図などは含まない。
もちろん古い知見であるから現在の分類体系とはかなり異なっている。八木沼(1975)はこれと新しいものとの対応を示した（ただしこれも現在ではやや古くなった）。
なお、図版については、坂口が著者の描画が当初は下手であったこと、努力の結果非常に上達したことを記している。実際に掲載されている図については、図鑑として十分なレベルと思われるが、若干ながらバランスの悪い図などもある。また、図と記述に混乱のあるところもある。
ただし学問的にやっかいなのは学名の取り扱いである。彼は特に新種記載は目指しておらず、すでに名を付けられたものを記録しているだけである。ところが、同定を行った岸田久吉は往々にして名前を付けながら記載を怠っているため、彼の記載をもって新種記載と見なさざるを得ないという例がある。「ユハラコブグモ」が新種として発見された旨が序文に見られ、これが岸田によって新種と認められたのであろうと思われ、Lophocarenum yuharai Kishida の学名が記されているが、これも記載が存在しないため、形式的にはこの本の記載を有効とすれば命名者を Yuhara とせざるを得ない。標本が保存されていないこともあり、これらが厳密にどの生物を指すのかが不明であるので、現在ではそれを生かすことは難しい。

## 影響
この本の出版当時、日本のクモに関する書物はヨーロッパの学者が書いた洋書以外にはいっさいなく、そのため唯一のクモ図鑑として大変に重宝した旨、八木沼健夫も記している。この本の出版の後、次第に複数の蜘蛛類関連の書物が世に出たが、それらにおいても本書はよく引用され、大きな影響を与えた。
また、植村利夫は湯原の研究を受け継いで、1936年に和歌山県蜘蛛類目録を発表したが、これが日本のクモ類リストの代用として利用されたこともある。

## 著者について
湯原清次は明治39年4月26日に和歌山県有田郡に生まれ、大正15年に和歌山県師範学校の本科を卒業、昭和3年に同専攻科に入学し博物科を履修し、ここで阪口総一郎に指導を受ける。このときにクモの研究に集中することを示唆され岸田久吉を紹介されて標本を送って同定を受けるようになる。1929年に卒業、有田郡の鳥屋城小学校に奉職したが、同年11月5日、黄疸症で死亡、24歳であった。昭和4年に昭和天皇が紀南に行幸の際、彼の標本の一部が天覧に供された。